# Бланден
Бланден (фр. Blandin) насеље је и општина у источној Француској у региону Рона-Алпи, у департману Изер која припада префектури Ла Тур ди Пен.
По подацима из 2011. године у општини је живело 136 становника, а густина насељености је износила 31,92 становника/km². Општина се простире на површини од 4,26 km². Налази се на средњој надморској висини од 410 метара (максималној 664 m, а минималној 387 m).

## Демографија
| 1962. | 1968. | 1975. | 1982. | 1990. | 1999. | 2011. |
| ----- | ----- | ----- | ----- | ----- | ----- | ----- |
| 139   | 144   | 117   | 124   | 133   | 122   | 136   |

График промене броја становника у току последњих година